# Església de Sant Jaume Sesoliveres
Sant Jaume Sesoliveres és una església romànica construïda el segle xi en una entitat de població del municipi de Piera que rep el mateix nom que el temple, Sant Jaume Sesoliveres.

## Història

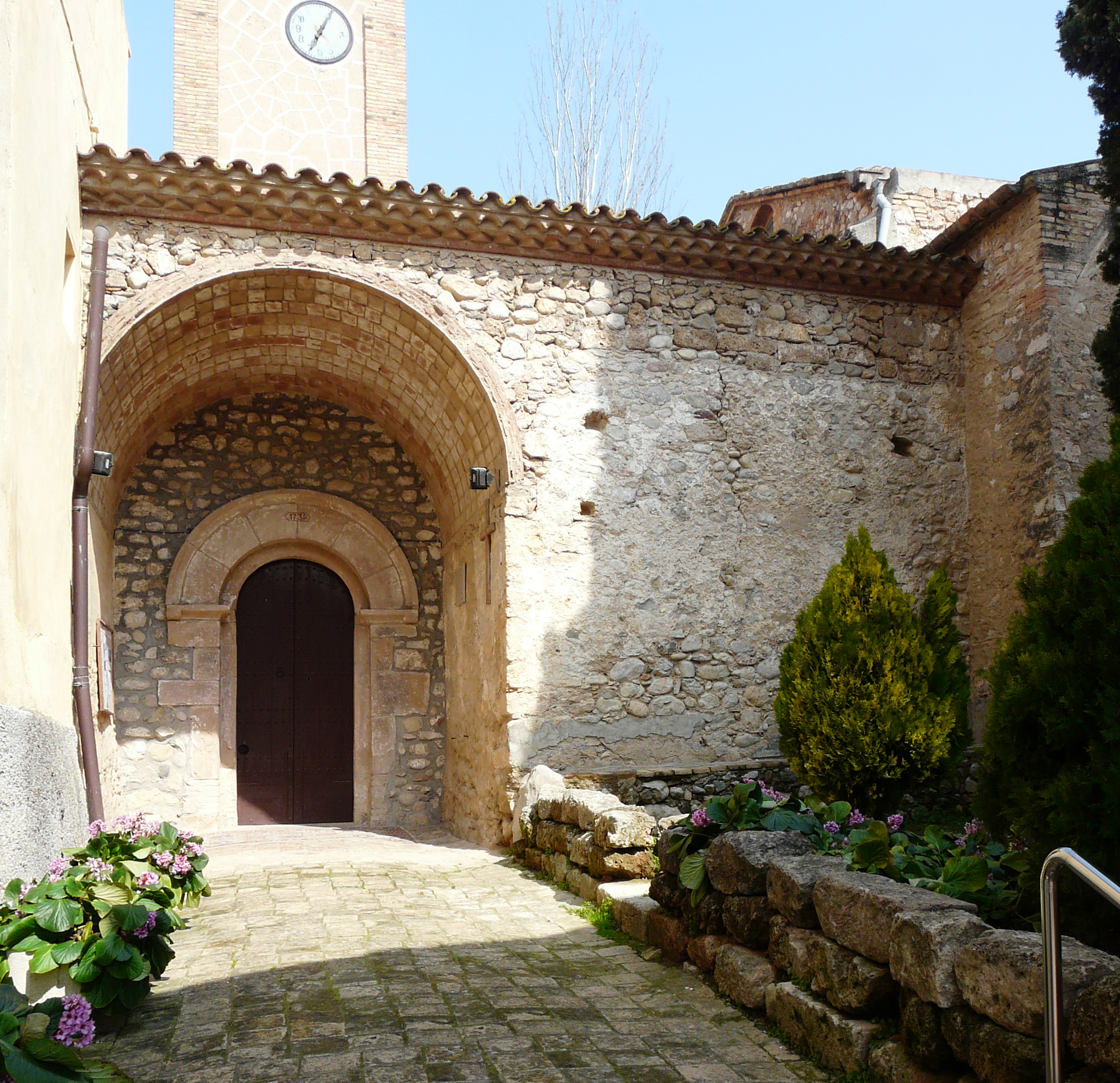
Façana principal de l'església

El document més antic que fa referència a l'església es remunta a l'any 1063, quan Udalard II, vescomte de Barcelona, va fer una permuta sobre els castells de Piera i de Castellet pel de Pierola. En el terme del castell de Piera hi havia les esglésies de Sant Jaume, Santa Maria, Sant Cristòfol i la Santa Creu.
L'any 1070 i 1184, en els actes de consagració de Santa Maria de Piera, se cita l'església de Sant Jaume, que en va ser sufragània fins que modernament es declarà església parroquial del nucli de població que s'havia creat al seu voltant, i es va convertir en sufragània de Sant Nicolau de Freixe.
En l'any 1569 el pintor Jaume Huguet hi va realitzar el retaule del Roser, posteriorment el 1580 el retaule i la imatge de Sant Jaume. El 1577 el frare Miquel de la Puente va fundar una confraria que fins al segle xix va celebrar la processó del Roser.

## Arquitectura
Les primeres reformes de les que hi ha constància es varen realitzar al segle xvi, a la sagristia i al cor. Posteriorment, es van realitzar obres a l'altar de Sant Sebastià (1669), del Sant Crist (1687) i de Sant Antoni de Pàdua (1689). Durant el segle xviii es va construir el campanar de planta quadrada, que es complementa amb un carilló.
L'església és de planta rectangular, i l'interior està enguixat de manera que queden ocults els arcs torals de la volta de canó. La porta d'accés, situada a la façana oest, està formada per dos arcs de mig punt, que en l'extradós formen una arquivolta. La coberta de l'edifici és de teula àrab.